# Prusly-sur-Ource
Prusly-sur-Ource est une commune française située dans le département de la Côte-d'Or en région Bourgogne-Franche-Comté.

## Géographie

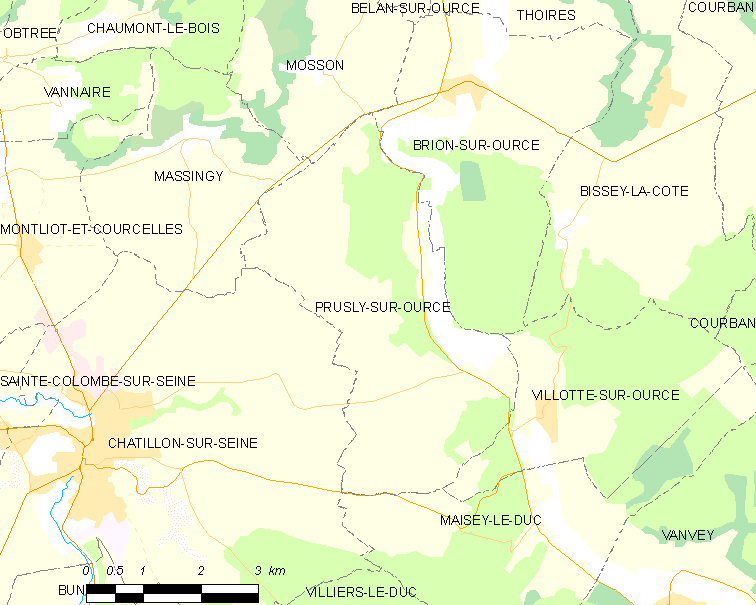

La superficie de Prusly-sur-Ource est de 1 574 hectares (15,74 km2) avec une altitude minimum de 225 mètres et un maximum de 320 mètres.

### Hydrographie
La commune est irriguée par l'Ource.

### Climat
Pour des articles plus généraux, voir Climat de la Bourgogne-Franche-Comté et Climat de la Côte-d'Or.
En 2010, le climat de la commune est de type climat des marges montargnardes, selon une étude du Centre national de la recherche scientifique s'appuyant sur une série de données couvrant la période 1971-2000. En 2020, Météo-France publie une typologie des climats de la France métropolitaine dans laquelle la commune est exposée à un climat océanique altéré et est dans la région climatique  Lorraine, plateau de Langres, Morvan, caractérisée par un hiver rude (1,5 °C), des vents modérés et des brouillards fréquents en automne et hiver. 
Pour la période 1971-2000, la température annuelle moyenne est de 10,3 °C, avec une amplitude thermique annuelle de 16,3 °C. Le cumul annuel moyen de précipitations est de 896 mm, avec 12,7 jours de précipitations en janvier et 8,7 jours en juillet. Pour la période 1991-2020, la température moyenne annuelle observée sur la station météorologique de Météo-France la plus proche, « Châtillon/Seine », sur la commune de Châtillon-sur-Seine à 7 km à vol d'oiseau, est de 10,8 °C et le cumul annuel moyen de précipitations est de 832,8 mm,. Pour l'avenir, les paramètres climatiques de la commune estimés pour 2050 selon différents scénarios d'émission de gaz à effet de serre sont consultables sur un site dédié publié par Météo-France en novembre 2022.

## Urbanisme

### Typologie
Au 1er janvier 2024, Prusly-sur-Ource est catégorisée commune rurale à habitat dispersé, selon la nouvelle grille communale de densité à 7 niveaux définie par l'Insee en 2022.
Elle est située hors unité urbaine. Par ailleurs la commune fait partie de l'aire d'attraction de Châtillon-sur-Seine, dont elle est une commune de la couronne,. Cette aire, qui regroupe 60 communes, est catégorisée dans les aires de moins de 50 000 habitants,.

### Occupation des sols
L'occupation des sols de la commune, telle qu'elle ressort de la base de données européenne d’occupation biophysique des sols Corine Land Cover (CLC), est marquée par l'importance des territoires agricoles (75,5 % en 2018), une proportion sensiblement équivalente à celle de 1990 (75,4 %). La répartition détaillée en 2018 est la suivante : 
terres arables (67,2 %), forêts (22 %), prairies (8,4 %), milieux à végétation arbustive et/ou herbacée (2,5 %). L'évolution de l’occupation des sols de la commune et de ses infrastructures peut être observée sur les différentes représentations cartographiques du territoire : la carte de Cassini (XVIIIe siècle), la carte d'état-major (1820-1866) et les cartes ou photos aériennes de l'IGN pour la période actuelle (1950 à aujourd'hui).

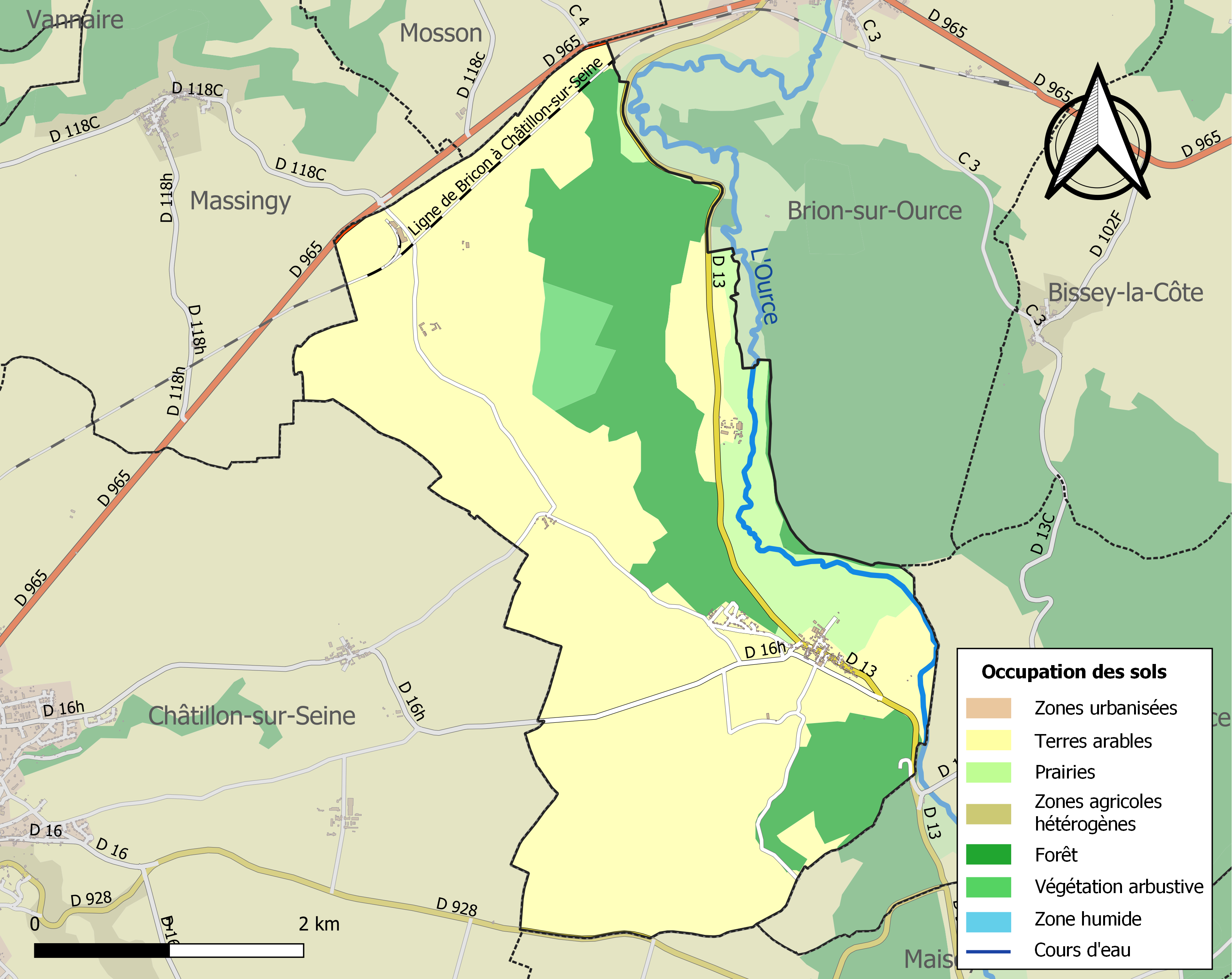
Carte des infrastructures et de l'occupation des sols de la commune en 2018 (CLC).

## Histoire

### Antiquité
Dès 1863 les fouilles du Bois-de-Langres et le mobilier récolté témoignent de l'occupation du site dès le Hallstatt ancien. La villa gallo-romaine de Crépan datée du IVe siècle en démontre la pérennité.

### Moyen Âge
Crépan est à nouveau mentionné dans une charte de 973 et une maison-forte dont il subsiste quelques vestiges y est attestée en 1275.

### Époque moderne
Un haut-fourneau et une forge ancienne fonctionnent jusqu'au milieu du XIXe siècle.

### Passé ferroviaire du village
|  |  |  |

De 1882 au 2 mars 1969, la commune  a été traversée par la ligne de chemin de fer de Troyes à Gray, qui, venant de la gare de Châtillon-sur-Seine, suivait le cours de l'Ource, contournait le village par le sud, s'arrêtait à la gare de Prusly-Vilotte, commune aux villages de Prusly-sur-Ource et de Villotte-sur-Ource, et ensuite se dirigeait vers la gare  de Venvay-Villiers, commune aux villages de Vanvey et de Villiers-le-duc.

Comme au moment de la création de la ligne, chaque village voulait sa gare, le Conseil général pour satisfaire tout le monde, baptisait la gare du nom de deux communes limitrophes; la gare de Prusly-Villote est située sur le terroir de Villotte-sur-Ource à environ 2 km au sud-est du village. Le bâtiment existe encore de nos jours.

L'horaire ci-dessus montre qu'en 1914, 4 trains s'arrêtaient chaque jour  à la gare de Leuglay-Voulaines  dans le sens Troyes-Gray et 4 autres dans l'autre sens.

À une époque où le chemin de fer était le moyen de déplacement le plus pratique, cette ligne connaissait un important trafic de passagers et de marchandises. 
	
À partir de 1950, avec l'amélioration des routes et le développement du transport automobile, le trafic ferroviaire a périclité et la ligne a été fermée le 2 mars 1969 au trafic voyageurs. Encore en place, elle est utilisée épisodiquement pour un service de maintenance.

## Politique et administration
| Période                                  | Période    | Identité            | Étiquette | Qualité                            |
| ---------------------------------------- | ---------- | ------------------- | --------- | ---------------------------------- |
| mars 2001                                | 2008       | Sylvain Beuchot     |           |                                    |
| mars 2008                                | avril 2015 | Jean-Claude Léonard | DVG       | Retraité Décédé en fonction        |
| juillet 2015                             | En cours   | Alain Verpy         |           | Retraité des professions libérales |
| Les données manquantes sont à compléter. |            |                     |           |                                    |

Prusly-sur-Ource appartient :
- à l'arrondissement de Montbard,
- au canton de Châtillon-sur-Seine et
- à la communauté de communes du pays châtillonnais

## Démographie
L'évolution du nombre d'habitants est connue à travers les recensements de la population effectués dans la commune depuis 1793. Pour les communes de moins de 10 000 habitants, une enquête de recensement portant sur toute la population est réalisée tous les cinq ans, les populations de référence des années intermédiaires étant quant à elles estimées par interpolation ou extrapolation. Pour la commune, le premier recensement exhaustif entrant dans le cadre du nouveau dispositif a été réalisé en 2007.

En 2022, la commune comptait 160 habitants, en évolution de −1,23 % par rapport à 2016 (Côte-d'Or : +0,82 %, France hors Mayotte : +2,11 %).
| 1793 | 1800 | 1806 | 1821 | 1836 | 1841 | 1846 | 1851 | 1856 |
| ---- | ---- | ---- | ---- | ---- | ---- | ---- | ---- | ---- |
| 351  | 351  | 351  | 359  | 367  | 354  | 319  | 366  | 360  |

| 1861 | 1866 | 1872 | 1876 | 1881 | 1886 | 1891 | 1896 | 1901 |
| ---- | ---- | ---- | ---- | ---- | ---- | ---- | ---- | ---- |
| 356  | 356  | 315  | 289  | 326  | 300  | 274  | 245  | 226  |

| 1906 | 1911 | 1921 | 1926 | 1931 | 1936 | 1946 | 1954 | 1962 |
| ---- | ---- | ---- | ---- | ---- | ---- | ---- | ---- | ---- |
| 229  | 202  | 207  | 222  | 203  | 193  | 182  | 165  | 166  |

| 1968 | 1975 | 1982 | 1990 | 1999 | 2006 | 2007 | 2012 | 2017 |
| ---- | ---- | ---- | ---- | ---- | ---- | ---- | ---- | ---- |
| 148  | 135  | 198  | 203  | 193  | 178  | 176  | 178  | 159  |

| 2022 | - | - | - | - | - | - | - | - |
| ---- | - | - | - | - | - | - | - | - |
| 160  | - | - | - | - | - | - | - | - |

## Économie
Des silos de collecte de céréales de la coopérative 110 Bourgogne se trouvent sur le territoire communal et sont reliés par un embranchement ferroviaire privé à la ligne de Bricon à Châtillon-sur-Seine, laquelle traverse la commune à proximité de sa limite nord-ouest.

## Culture locale et patrimoine

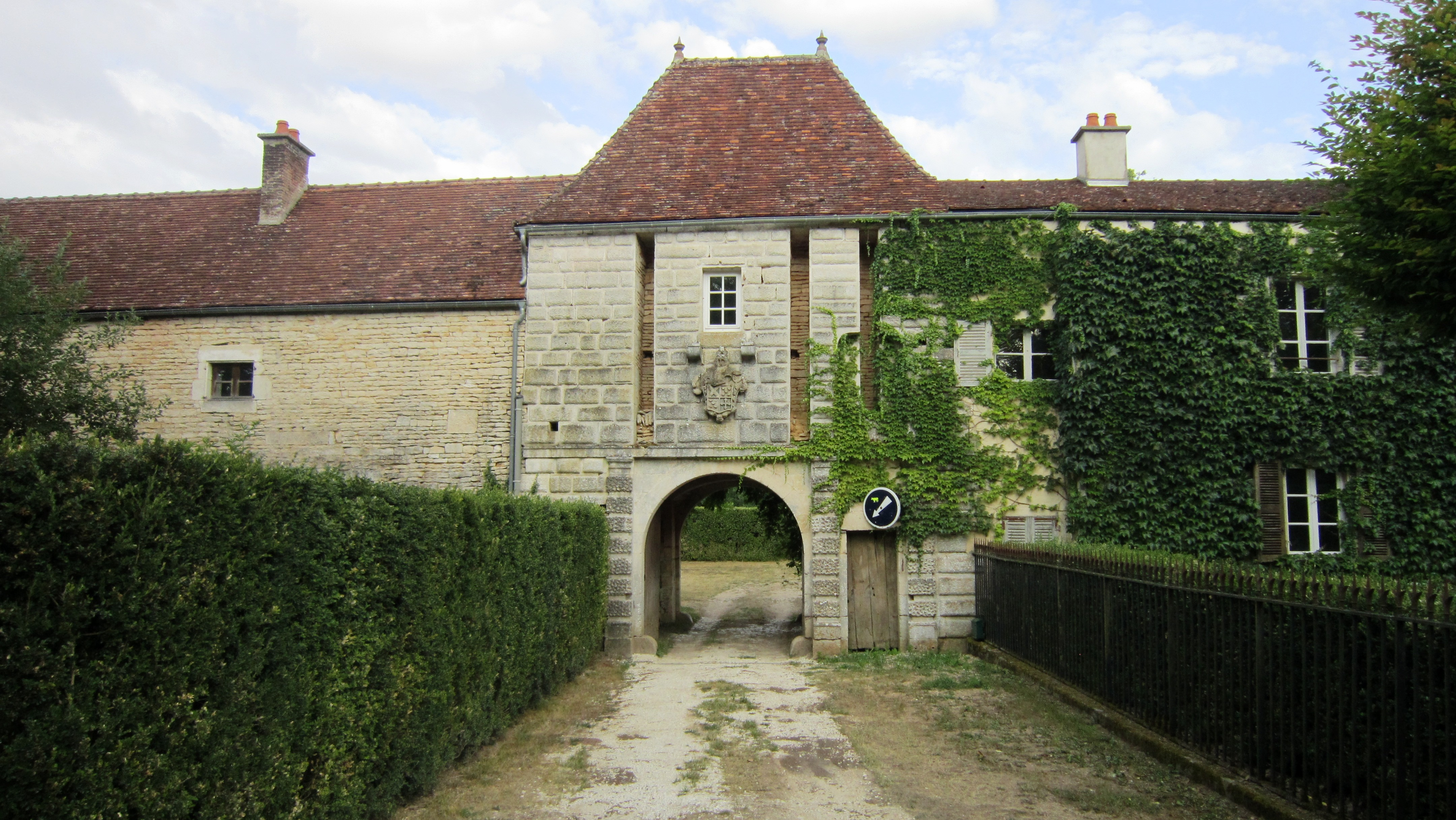
Château de Crépan

### Lieux et monuments
- Église Saint-Laurent dont le portail est  Inscrit MH (1927)[19]. À l'intérieur un tableau du XVIIe siècle et deux portraits de prieurs du Val des Choues du XVIIIe siècle.
- Château de Crépan, ancienne propriété  de la famille de Clermont-Tonnerre. Propriété privée en cours de restauration.

### Personnalités liées à la commune
- Gustave Guillarme (Prusly 14 décembre 1877) champion cycliste qui participa à Bordeaux-Paris 1902 ainsi qu'aux Tours de France 1903 et 1905.
- Nicolas Darbois (1790-1854) né et décédé à Prusly. Officier dans l'armée de Napoléon Ier, chevalier de la Légion d'honneur.

### Héraldique
| Blason de Prusly-sur-Ource | Blason  | De gueules à la fasce ondée d'or, accompagnée en chef de deux griffons passants et affrontés d'argent surmontés d'une croisette d'or et en pointe de trois croissants d'argent, ordonnés 2 et 1. |
| Blason de Prusly-sur-Ource | Détails | Le statut officiel du blason reste à déterminer. |